# Mo kyrka, Västergötland
Mo kyrka är en kyrkobyggnad som sedan 2002 tillhör Fägre församling (tidigare Mo församling) i Skara stift. Den ligger strax öster om Moholm i Töreboda kommun.

## Kyrkobyggnaden
Ursprungliga kyrkan uppfördes någon gång på medeltiden. En ombyggnad genomfördes 1730 då nuvarande tresidiga kor tillkom bekostat av baron Sparre. Kyrktornet i nyklassicistisk stil uppfördes 1856 och ersatte en klockstapel som revs. En renovering genomfördes 1912 under ledning av arkitekt Anders Roland då bland annat nya bänkar tillkom, nya portar och dörrar sattes in och nytt trägolv lades in i koret. Vid renoveringen 1941-1942 framtogs den ursprungliga färgsättningen. 
Kyrkan består av ett smalt långhus med tresidigt kor i öster och torn i väster. Tornet kröns av en fyrsidig lanternin av trä. I tornets bottenvåning finns vapenhus och ingång. Norr om koret finns en vidbyggd sakristia.

## Inventarier
- Altartavlan från 1700-talet tillskrives Johan Aureller den yngre
- Predikstolen är från senare delen av 1700-talet.
- En tronande madonnaskulptur från 1175-1200 utförd i lind. Höjd 79 cm. Förvaras numera på Statens historiska museum.[1]
- Dopfunten är från omkring år 1800 och troligen av förgyllt gips. Funten är utformad som en örn med utfällda vingar som sitter på en brun gren på golvet. En liten cuppa av mässing med reliefmönster har tillkommit betydligt senare.

### Klockor
Kyrkan hade tidigare två medeltida klockor.
- Lillklockan var av en senmedeltida typ, men omgöts 1916. Den hade en delvis förkortad latinsk inskrift, som efter upplösta förkortningar kan tolkas: Herrens år 1533 göts denna klocka av Magnus gjutare.
- Storklockan kom 1916 till Statens historiska museum. Det är en typisk 1200-tals klocka med campanulaform. Den saknar inskrift, men har fyra svagt inristade kors — ett i varje väderstreck.

### Orgel
- Nuvarande orgel är tillverkad 1942 av Nordfors & Co och placerad på västra läktaren. Den är pneumatisk och har elva stämmor fördelade på två manualer och pedal. Fasaden, som inte är ljudande, härstammar från den tidigare orgel byggd 1878.[3]

## Bilder

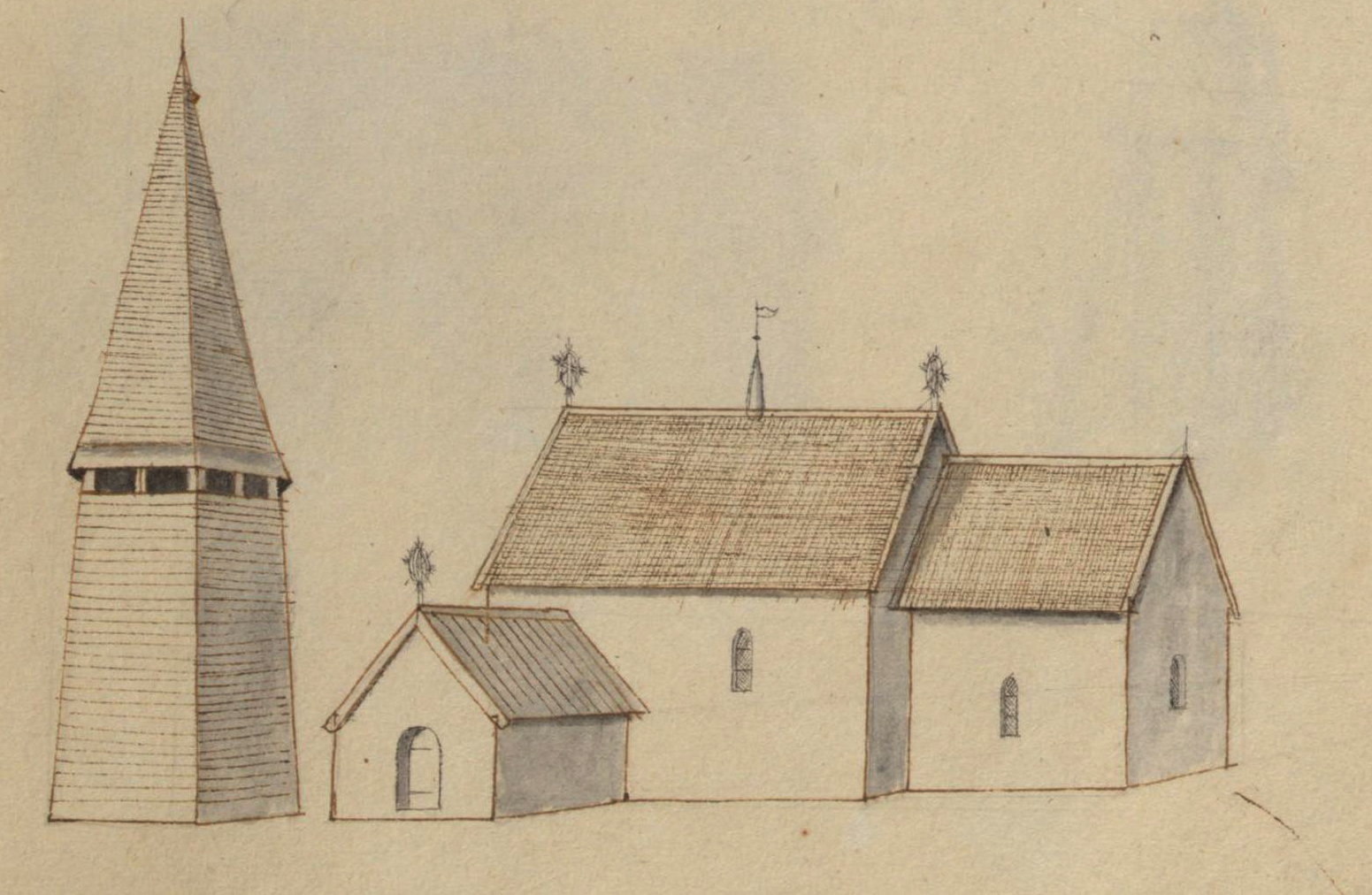
Kyrkan på teckning omkring 1670.
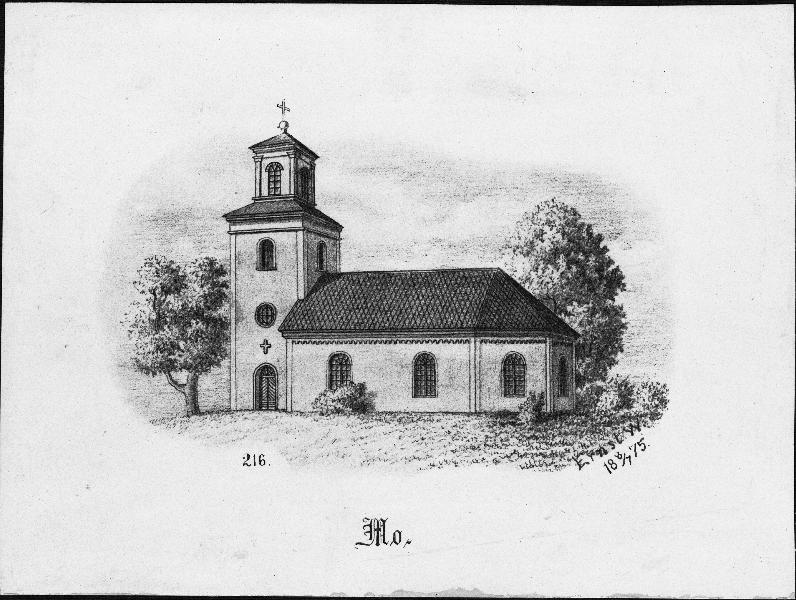
Kyrkan på teckning 1875.
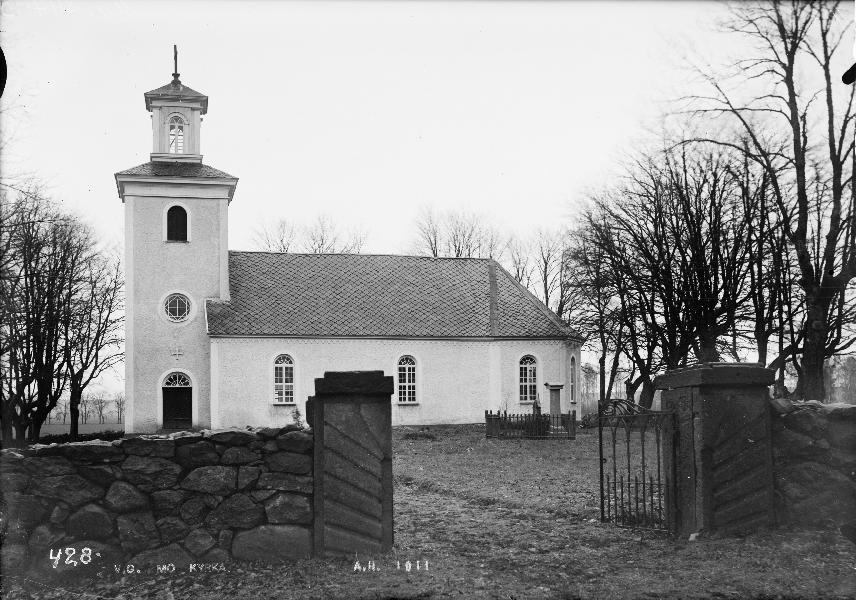
Exteriörfoto 1911.
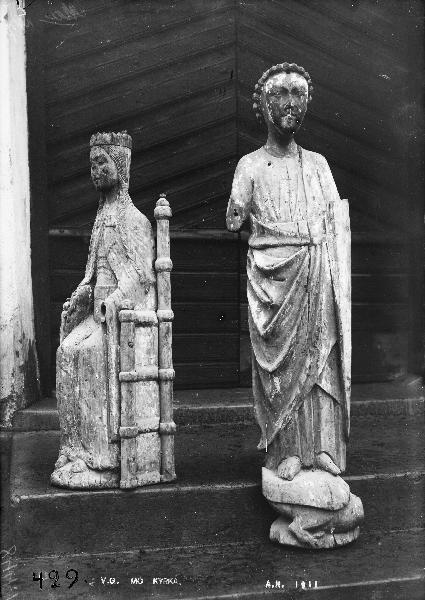
Träskulpturer föreställande Madonnan och S:t Mikael.